# Хакобо Арбенз
Хакобо Арбенз Гузман (шп. Jacobo Árbenz Guzmán; Кецаленанго, 14. септембар 1913 — Мексико, 17. јануар 1971) био је гватемалски пуковник и председник Гватемале од 1951. године до 1954. године. Срушен у државном удару организованом од стране ЦИА-е због покушаја да спроведе аграрну реформу.

## Биографија
Рођен је 1913. године у Кецаленангу као син швајцарског фармацеута који се доселио у Гватемалу 1901. године. Одрастао је у релативном благостању, али је његов отац касније постао зависан од морфијума, те се породица због немаштине морала преселити у рурални предео. Хакобо је маштао о томе да упише економију или инжењерство, али је због породичне немаштине на крају уписао Политехничку школу за војне кадете, коју је завршио 1932. године. Две године касније, отац му је починио самоубиство.

### Војна каријера
Од 1932. године до 1937. године је служио у неколико гарнизона широм Гватемале, када је добио место предавача на војној академији. Године 1943, био је промакнут у чин капетана. Оженио се 1938. године ћерком богатог земљопоседника, Маријом Вилановом. Преко своје супруге упознао се с марксизмом, који ће касније имати утицаја на његову политику током председничког мандата.

### Гватемала уочи доласка Арбенза на власт
Гватемала је још од 1890-их била под утицајем воље САД преко Монроове доктрине. Према њој, након избацивања европских колонијалних сила из Америке, цео континент треба да буде под патронатом САД. Гватемалски диктатори су тако током 19. и 20. века ишли на руку америчким интересима и радили у корист њихових фирми. Најбруталнији од тих диктатора био је Хорхе Убико, који је дошао на власт 1930. уз помоћ САД; имао је веома развијену обавештајну мрежу, убијао политичке противнике, отворено заговарао фашизам, радио је у корист богаташа и земљопоседника а на штету сељаштва, мрзио домородце, предао је америчкој компанији United Fruit хиљаде хектара земље и ослободио ју плаћања пореза, и остало. Коначно је био принуђен да се повуче с власти 1. јула 1944. године услед масовних протеста интелектуалаца и војске широм земље. Међу опозиционим официрима био је и Арбенз, а они су у октобру срушили с власти и трочлану хунту која је наследила Убикоа, те расписали демократске изборе наредне године.

### Председник
Изненадна смрт председничког кандидата Франсиска Хавијера Аране 1950. године, оставила је Арбенза без озбиљне конкуренције на изборима 1951. године, те је он глатко победио. Његова победа узбунила је чланове Стејт дипартмента, јер је након избора обећао „извући земљу из назадног феудализма и преобразити ју у модерну капиталистичку државу“, те смањити утицај страних компанија и оснажити домаћу привреду.
Најважнији гватемалски извозни производ и главни приход зараде биле су плантаже банана, чији је највећи део контролисала United Fruit Company. Аграрна реформа била је главни задатак којег је Арбенз обећао решити током мандата. Наиме, само 2% становништва било је власник преко 70% земље у Гватемали. Аграрна реформа, позната као Декрет 900, званично је покренута 17. јуна 1952. године. Програм је трајао 18 месеци, током којег је 6.100 км2 расподељено преко 100.000 породица. Арбенз, и сам велики земљопоседник преко своје супруге, предао је сељацима 7 км2 своје земље.

### Државни удар
У напетој хладноратовској атмосфери и под изликом инфилтрације комунизма, ЦИА је потужила Арбенза да сарађује са совјетским комунистима чиме угрожава читаву Западну хемисферу. Иако је Гватемалска партија рада била легализована и комунисти стекли мало утицаја у синдикатима, касније америчке истраге показале су да Гватемала није имала контакт с Совјетским Савезом. Влада Гватемале је знала за ове оптужбе, те је америчке акције саботаже као увод у потенцијални пуч изложила пред конвенцијом Организацијом америчких држава 1954. године. Охрабрена успехом пуча у Ирану 1953, Ајзенхауерова администрација одобрила је операцију свргавања Арбенза. У подстицању на пуч велику су улогу одиграли и званичници компаније United Fruit, чија је контрола над плантажама банана била угрожена од стране аграрне реформе. Арбенз је напослетку ипак дао оставку 27. јуна 1954. године, а на власт је дошла војна хунта на челу с пуковником Армасом. Хунта му је допустила да затражи политички азил у мексичкој амбасади.

### Каснији живот и наслеђе
Арбенз се напослетку настанио у Мексику, иако је помало живео у Швајцарској, Француској, Чехословачкој, Совјетском Савезу, те Уругвају. Учланио се у комунистичку партију 1957. године.
Након победе Кубанске револуције, Фидел Кастро га је 1960. године позвао да дође живети на Кубу, што је Арбенз прихватио. Међутим, ћерка му је 1965. године починила самоубиство, а то га је психички сломило. Вратио се у Мексико да сахрани кћер, где је напослетку и умро 1971. године. Умро је у купатилу од утапања у кади или посклизнућа.
Маја 2011. године, гватемалска влада издала је декрет којим се службено извинила Арбензовој породици и пристала да заједно с њима ради на враћању угледа бившем председнику Хакобу Арбензу.